# Перренат кобальта(II)
Перренат кобальта(II) — неорганическое соединение,
соль кобальта и рениевой кислоты с формулой Co(ReO4)2,
фиолетово-синие кристаллы,
растворяется в воде,
образует кристаллогидраты — тёмно-розовые кристаллы,

## Получение
- Реакция карбоната кобальта и рениевой кислоты:

{\displaystyle {\mathsf {CoCO_{3}+2HReO_{4}\ {\xrightarrow {}}\ Co(ReO_{4})_{2}+CO_{2}\uparrow +H_{2}O}}}

## Физические свойства
Перренат кобальта(II) образует фиолетово-синие кристаллы кристаллы
ромбической сингонии,
параметры ячейки a = 1,041 нм, b = 0,5722 нм, c = 0,3068 нм, Z = 1.
Растворяется в воде.
Образует кристаллогидраты состава Co(ReO4)2•n H2O, где n = 3, 4 и 5.
Co(ReO4)2•5H2O — тёмно-розовые кристаллы.
Co(ReO4)2•4H2O — кристаллы
триклинной сингонии,
пространственная группа P 1,
параметры ячейки a = 0,6544 нм, b = 0,6879 нм, c = 0,7276 нм, α = 64,61°, β = 70,52°, γ = 71,76° .
С аммиаком образует аддукт вида Co(ReO4)2•4NH3 — ярко-фиолетовые кристаллы.
Является ферромагнетиком с температурой Кюри 4,7К .